# Spilosoma bisfacia
Spilosoma bisfacia är en fjärilsart som beskrevs av George Francis Hampson 1891. Spilosoma bisfacia ingår i släktet Spilosoma och familjen björnspinnare. Inga underarter finns listade i Catalogue of Life.